# Eleccions cantonals franceses de 1994
Les eleccions cantonals es van celebrar el 20 i 27 de març de 1994. Aquestes eleccions es van celebrar només un any després de les legislatives i un any abans de les presidencials, que afectaren profundament la participació.

## Resultats
Els resultats confirmaren el redreçament dels socialistes, malgrat la pèrdua de Cruesa. La majoria de dreta (RPR i UDF) perd els consells generals de la Dordonya, de la Gironda i de l'Illa de la Reunió.